# Temple de Broye
Le temple de Broye est un lieu de culte protestant situé dans la commune de Prilly, en Suisse. Il doit son nom au ruisseau de Broye qui coule à droite du temple. La paroisse est membre de l'Église évangélique réformée du canton de Vaud.

## Histoire
À la suite de l'effondrement en 1763 de la première église du village, dédiée à Saint Martin et située au centre du village, un nouveau temple est construit par Rodolphe de Crousaz et Gabriel Delagrange entre 1765 et 1766. Il est situé à la frontière des trois communes de Prilly, Renens et Jouxtens-Mézery qui sont regroupées dans la même paroisse.
L'orgue actuel date de 1970 et est utilisé pour de nombreux concerts donnés dans l'église.
Le bâtiment est inscrit comme bien culturel suisse d'importance régionale. Son intérieur est particulièrement remarquable avec une fresque réalisée par Louis Rivier.